# 정영기 (배우)
정영기(1981년 10월 18일 ~ )는 대한민국의 배우이다.

## 학력
- 대진대학교 국어국문학,연극영화과 학사

## 출연작

### 영화
- 《날씨와 생활》 (2002년) - 미남씨 역
- 《귀걸이》 (2004년) - 박준규 역
- 《연애의 목적》 (2005년) - 교생 5 역
- 《웰컴 투 동막골》 (2005년) - 절벽 인민군 역
- 《올드미스 다이어리 극장판》 (2006년) - 술집 점원 역
- 《머리 위에 숯불》 (2006년)
- 《유년기의 끝》 (2006년)
- 《우연한 열정으로 노래 부르다보면》 (2006년)
- 《연애상담》 (2006년)
- 《불을 지펴라》 (2007년)
- 《라듸오 데이즈》 (2008년) - 일본군 3 역
- 《이상한 나라의 바툼바》 (2008년)
- 《락 닭》 (2008년) - 학진 역
- 《탑골당만행사건》 (2008년)
- 《미니멀리즘 카페》 (2008년) - 준식 역
- 《마더》 (2009년) - 남고생 깡마 역
- 《4교시 추리영역》 (2009년) - 학생 역
- 《옥매트를 들어라!》 (2009년) - 현수 역
- 《암초가 있는 곳》 (2009년)
- 《열쇠》 (2009년)
- 《알아도 모른 척》 (2009년)
- 《베스트셀러》 (2010년) - 어린 중년 2 역
- 《친정엄마》 (2010년) - 진호 역
- 《살인의 강》 (2010년) - 막내 역
- 《참을 수 없는》 (2010년) - 진우 역
- 《민방위 FM》 (2010년) - 기동 역
- 《슈퍼 덕후》 (2010년)
- 《조선명탐정: 각시투구꽃의 비밀》 (2011년) - 춘화집 포졸 역
- 《헐투》 (2011년) - 조선군 병졸 1 역
- 《블라인드》 (2011년) - 경찰 4 역
- 《Subhuman》 (2011년) - 용범 역
- 《뻑킹 세븐틴》 (2011년)
- 《서브휴먼》 (2011년)
- 《풍선껌》 (2011년) - 영근 역
- 《오늘》 (2011년) - 경찰서 용의자 역
- 《의뢰인》 (2011년) - 복제남 역
- 《U.F.O.》 (2012년) - 김광남 역
- 《나의 PS 파트너》 (2012년) - 노래방 취객 1 역
- 《복날》 (2012년)
- 《숲》 (2012년) - 구정 역
- 《고양이를 돌려줘》 (2012년)
- 《영화의 완성》 (2012년)
- 《회사원》 (2012년) - 보슬친구, 남대 역
- 《남쪽으로 튀어》 (2013년) - 카페시삽 역
- 《신세계》 (2013년) - 연변거지 4 역
- 《고령화가족》 (2013년) - 장서방 역
- 《은밀하게 위대하게》 (2013년) - 우체부 1 역
- 《잉투기》 (2013년) - 독거구검 역
- 《그녀가 부른다》 (2013년) - 승민 역
- 《사이비》 (2013년) - 경찰 1 역
- 《플랜맨》 (2014년) - 매니저 역
- 《또 하나의 약속》 (2014년) - 채도영 역
- 《스톤》 (2014년) - 도박장 건달 역
- 《이것이 우리의 끝이다》 (2014년) - 복권남 역
- 《나의 독재자》 (2014년) - 오디션 스탭 역
- 《국제시장》 (2014년) - 한국인 광부 2 역
- 《발광하는 현대사》 (2014년) - 현대 목소리 역
- 《성실한 나라의 앨리스》 (2015년) - 젊은 의사 역
- 《미안해 사랑해 고마워》 (2015년) - 선양우 역
- 《뷰티 인사이드》 (2015년) - 우진 72 역
- 《부산행》 (2016년) - 민 대위 / 무전 (목소리) 역
- 《가려진 시간》 (2016년) - 터널 인부 역
- 《송곳니》 (2016년, 단편)
- 《졸업반》 (2016년) - 동화 역
- 《염력》 (2018년) - 젊은형사 1 역
- 《다시..올래》 (2018년) - 정 하사 역
- 《귀신의 향기》 (2019년) - 고 순경 역
- 《난폭한 기록》 (2019년) - 조사관 역
- 《내가 죽던 날》 (2020년) - 최 변호사 역
- 《콘크리트 유토피아》 (2023년) - 노숙자 2 역 (우정출연)

### 드라마
- 《베토벤 바이러스》 (2008년, MBC)
- 《솔약국집 아들들》 (2009년, KBS2)
- 《제중원》 (2010년, SBS)
- 《뿌리깊은 나무》 (2011년, SBS)
- 《신의 퀴즈 시즌 3》 (2012년, OCN) - 진성욱 역
- 《최고다 이순신》 (2013년, KBS2)
- 《KBS 드라마 스페셜 - 습지생태보고서》 (2013년, KBS2) - 정군 역
- 《KBS 드라마 스페셜 - 내 친구는 아직 살아있다》 (2013년, KBS2) - 동진 역
- 《드라마 페스티벌 - 소년, 소녀를 다시 만나다》 (2013년, MBC) - 상문 역
- 《엄마의 정원》 (2014년, MBC) - 강만수 역
- 《드라마 페스티벌 - 내 인생의 혹》 (2014, MBC)
- 《KBS 드라마 스페셜 - 추한 사랑》 (2014년, KBS2) - 김 대리 역
- 《파랑새의 집》 (2015년, KBS2)
- 《내일도 승리》 (2015년, MBC) - 성 대리 역
- 《기억》 (2016년, tvN) - 권명수 역
- 《운빨로맨스》 (2016년, MBC) - 송대권 역
- 《KBS 드라마 스페셜 - 아득히 먼 춤》  (2016년, KBS2) - 황승열 역
- 《쓸쓸하고 찬란하神 - 도깨비》 (2016년, tvN) - 박경식 역
- 《추리의 여왕》 (2017년, KBS2)
- 《개인주의자 지영씨》 (2017년, KBS2) - 닫다열쇠 열쇠수리공 역
- 《미스티》 (2018년, JTBC) - 백동현 역
- 《라이프 온 마스》 (2018년, OCN)
- 《탁구공》 (2018년, JTBC) - 최 모 씨 역
- 《KBS 드라마 스페셜 - 너무 한낮의 연애》 (2018년, KBS2)
- 《제3의 매력》 (2018년, JTBC)
- 《보이스 3》 (2019년, OCN)
- 《홍천기》 (2021년, SBS) - 강춘복 역
- 《키마이라》 (2021년, OCN) - 임필성 역
- 《모범택시 2》 (2023년, SBS) - 박준빈 역
- 《가슴이 뛴다》 (2023년, KBS2) - 김광옥 역
- 《마스크걸》 (2023년, 넷플릭스) - 오 차장 역

### 연극
- 2000년 《별에서 들리는 소리》
- 2010년 《젊음의 열병》
- 2010년 《고래상어》
- 2013년 《서울 땐스홀을 허하라》

### 뮤지컬
- 2007년 《THE VICTIM - 희생물》 - 아버지 역

### 방송
- 《기적의 오디션》 (2011년, SBS)

## 수상
- 2010년 제9회 미쟝센 단편영화제 연기부문 심사위원 특별상
- 2012년 제6회 대단한 단편영화제 대단한 배우상